# 덴마크 서인도 회사
덴마크 서인도 회사( - 西印度會社, 덴마크어: Vestindisk kompagni, 영어: Danish West India Company)는 덴마크령 서인도 제도를 설립한 덴마크-노르웨이의 특허 기업이다.
1659년 독일 글뤼크슈타트에서 핀란드인 1명, 네덜란드인 2명, 독일인 상인 2명과 함께 덴마크 아프리카 회사가 설립되었다. 이 회사는 현재의 가나에 덴마크령 골드코스트를 세웠다. 1670년 11월 20일 덴마크 서인도 회사가 설립되었으며 1671년 3월 11일에는 덴마크의 국왕 크리스티안 5세로부터 특허를 받았다.
1668년 세인트토머스섬에 덴마크인이 정착했으며 1718년에는 세인트존섬이 덴마크 서인도 회사에 매각되었다. 1733년에는 덴마크 서인도 회사가 프랑스 서인도 회사로부터 세인트크로이섬을 구입했다. 1776년 11월 22일에 회사가 파산되면서 소멸되었다. 덴마크-노르웨이는 1775년 8월 9일에 덴마크 서인도 회사가 갖고 있던 특허권을 인수했다.

## 같이 보기
- 덴마크 동인도 회사